# Sutri
Sutri (das antike Sutrium) ist eine italienische Gemeinde in der Provinz Viterbo in der Region Latium mit 6738 Einwohnern (Stand 31. Dezember 2023).

## Lage und Geografie

Lage von Sutri in der Provinz Viterbo

Sutri liegt 51 km nordwestlich von Rom und 27 km südöstlich von Viterbo zwischen den Ausläufern der sich nordöstlich erstreckenden Monti Cimini und der südlich angrenzenden Monti Sabatini, die beide vulkanischen Ursprungs sind. Die Altstadt liegt malerisch auf einem von tiefen Tälern umgebenen Tuffsteinhügel, wobei lediglich ein schmaler Vorsprung im Westen die Stadt mit ihrer Umgebung verbindet. Zur Stadt gehören die modernen Wohngebiete Colle Diana, Fonte Vivola und Muracce. Das Gemeindegebiet erstreckt sich von 236 bis 612 m s.l.m.
Die Gemeinde liegt in der Erdbebenzone 3 (wenig gefährdet).
Die Nachbargemeinden sind im Uhrzeigersinn Trevignano Romano (RM), Bracciano (RM), Bassano Romano, Capranica, Ronciglione, Nepi und Monterosi.

### Verkehr
Sutri befand sich seit der Antike in strategisch bedeutsamer Position. Es beherrschte die vom Latium nach Etrurien führende Straße, die Via Cassia. Livius nannte es, neben Nepet, den „Schlüssel zu Etrurien“. Im Mittelalter war es Station an der Via Francigena.
- Heute liegt die Stadt an der Strada Stadale 2 Via Cassia, die von Rom über Viterbo bis Florenz führt.
- Der Bahnhof Capranica-Sutri liegt an der Regionalbahnstrecke FR3 in 7 km Entfernung vom Ortszentrum.
- Der nächste internationale Flughafen Rom-Fiumicino befindet sich in 94 km Entfernung.

Bei Sutri gibt es einen kleinen Flugplatz (Aviosuperficie Vallicella) für die Allgemeine Luftfahrt.

## Geschichte

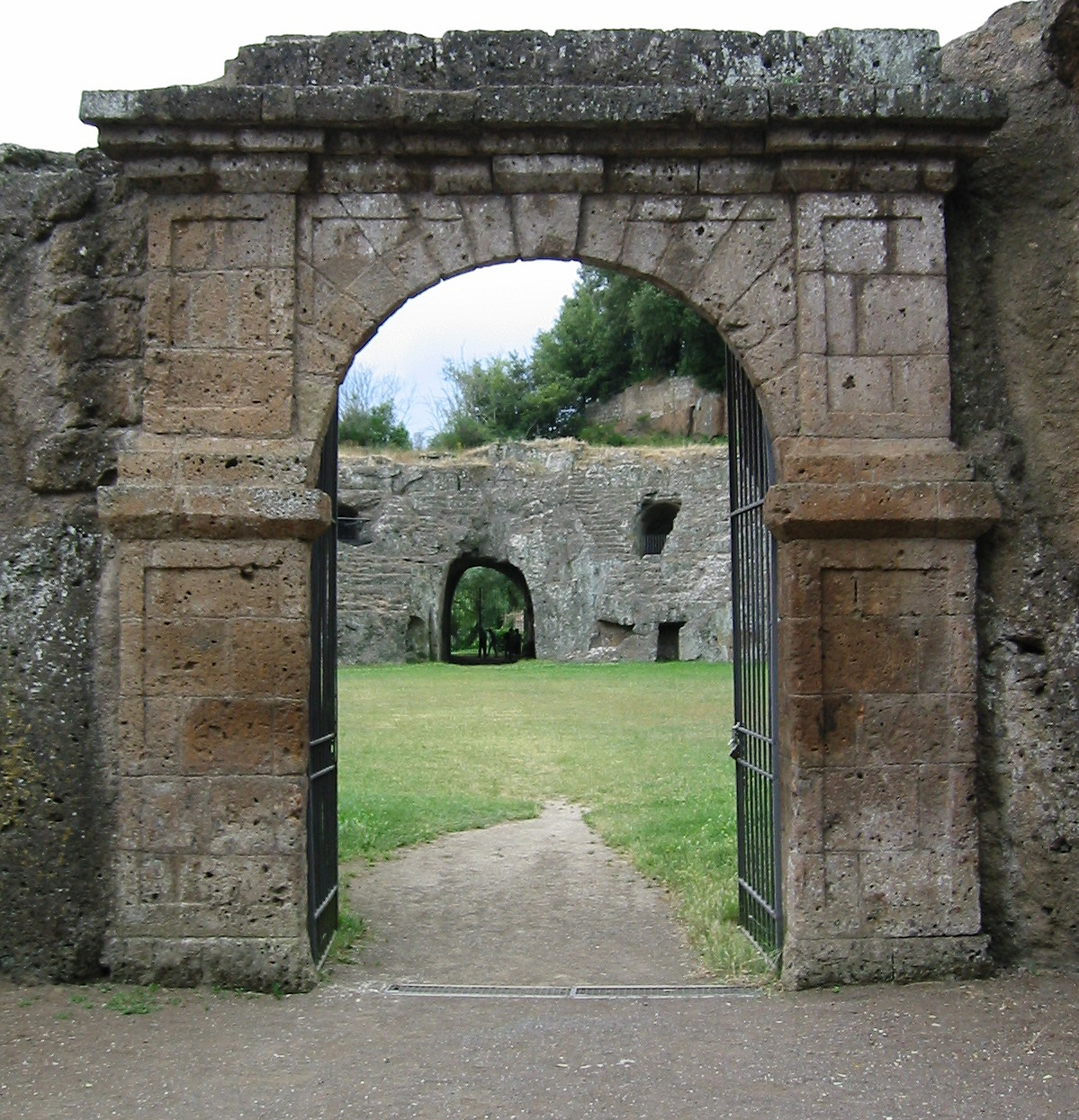
Amphitheater von Sutri

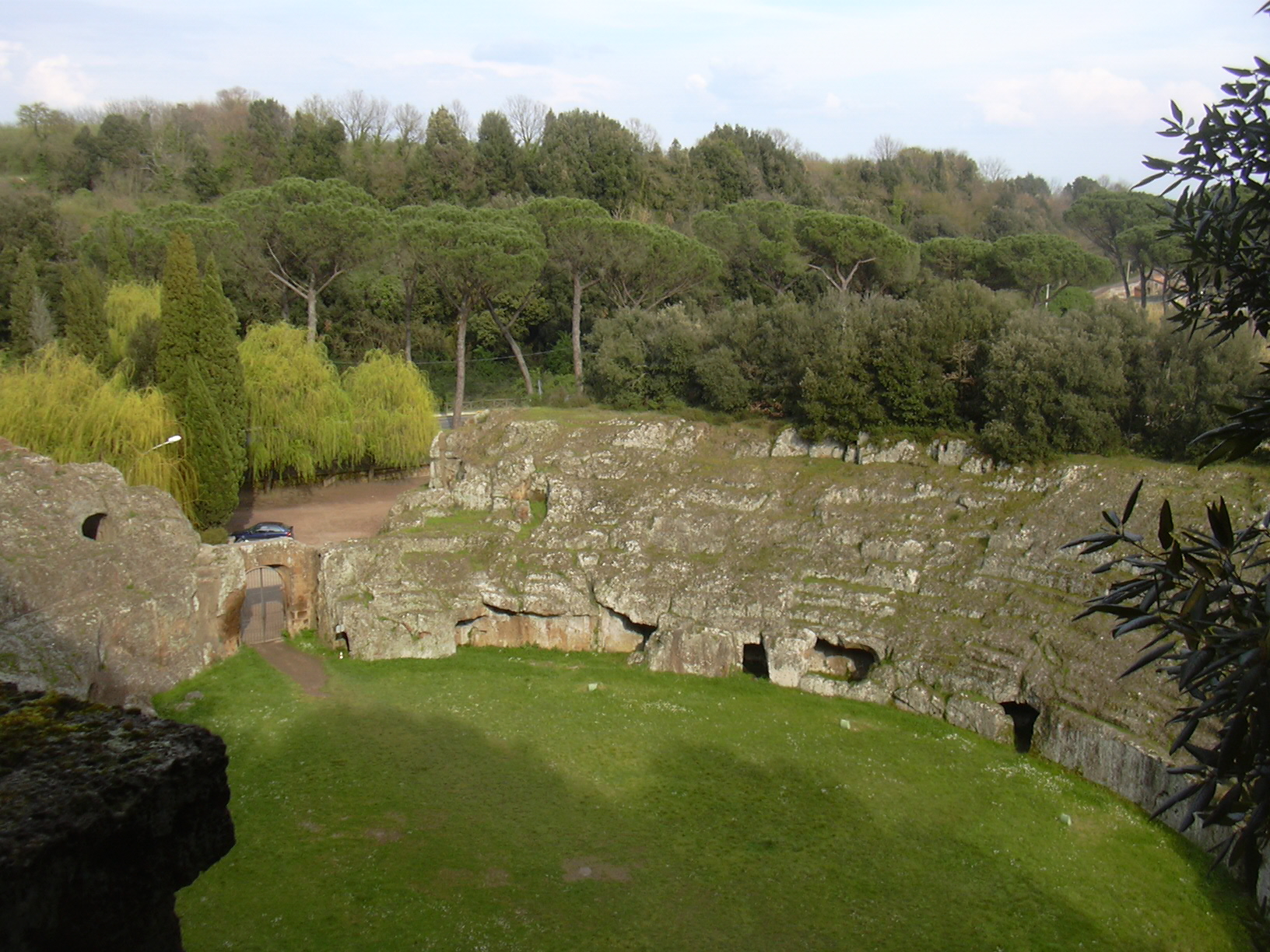
Amphitheater: Ansicht von der Villa Savorelli auf dem Tuffsteinhügel

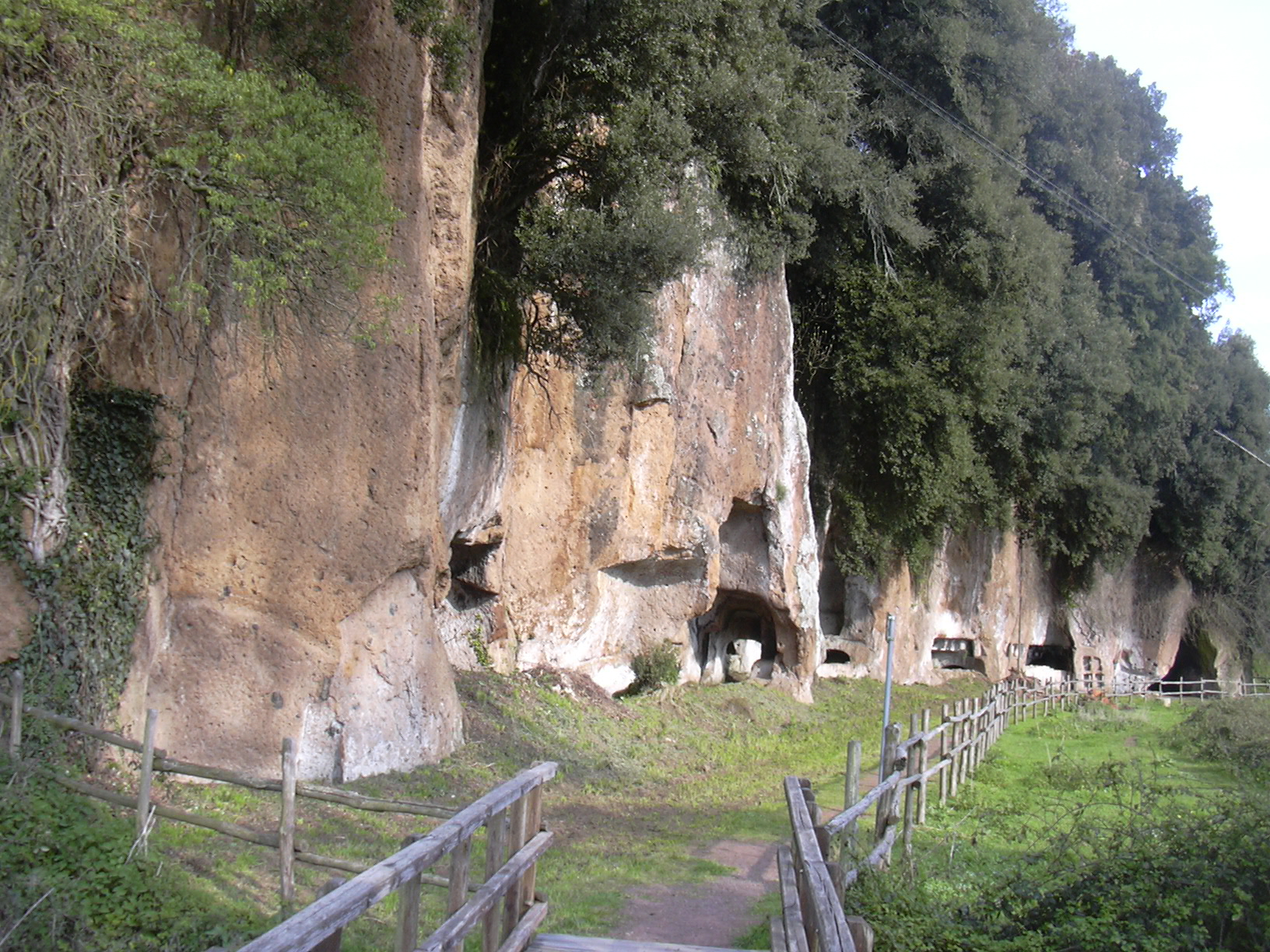
Etruskergräber rund um den Tuffsteinhügel

Einige Keramikfunde legen nach Form und Ornament nahe, dass der Tuffsteinhügel bereits im 10. Jahrhundert v. Chr. besiedelt gewesen sein könnte. Über diese protohistorische Kultur der späten Bronzezeit ist jedoch noch nichts Näheres erforscht.
In der Nähe der Via Cassia wurden eisenzeitliche Grabbeigaben (um 700 v. Chr.) gefunden, doch erst für das 5. Jahrhundert v. Chr. ist im Zusammenhang mit der römischen Geschichtsschreibung eine definitive Zugehörigkeit zur etruskischen Zwölfstädtebund-Stadt Veji unter dem Namen Suthri nachweisbar.
Die Römer gelangten nach der Eroberung Vejis 396 v. Chr. in den Besitz der Stadt, die in erster Linie als militärischer Stützpunkt der von ihnen gegründeten latinischen Kolonie dienen sollte. Nach der Einnahme Roms durch die Kelten 390 v. Chr. gelang den Etruskern eine kurzzeitige Wiedereroberung der Stadt. Nach Titus Livius soll Marcus Furius Camillus Sutri jedoch noch am selben Tag endgültig für Rom zurückerobert haben.  Er soll durch die nach ihm benannte Porta Furia in die Stadt eingedrungen sein.
In der Folgezeit kam es immer wieder zu Erhebungen der Bevölkerung gegen die Kolonialherren. Während des Zweiten Samnitenkrieges belagerten die mit den Samniten verbündeten Etrusker Sutri in den Jahren 311-310 v. Chr., ohne die Stadt einnehmen zu können. Gegen Ende des 3. Jahrhunderts v. Chr. wandelte sich Sutri nach Beruhigung der Kampfhandlungen allmählich von einem Militärstandort in eine Landstadt.
Gegen Ende der Römischen Republik wurde in Sutri eine Veteranensiedlung (Colonia coniuncta Iuliae Sutrinae) angelegt. Es kam zu einer wirtschaftlichen Erholung, und die heute noch erhaltene römische Bausubstanz in Sutri wie das Amphitheater stammt mutmaßlich aus dieser Zeit.
Südöstlich der Stadt an der Via Cassia wurden im 19. Jahrhundert die Reste von Katakomben ausgegraben. Sutri gehörte zur Kernzone des Patrimonium Petri, wurde 568 wie ganz Latium von den Langobarden erobert und war seit dem 8. Jahrhundert Teil des Kirchenstaats. 1046 fand hier die bedeutende Synode von Sutri statt.
Wie alle Gemeinden der Umgebung geriet Sutri im Mittelalter in das Tauziehen von Adelsfamilien als päpstliche Lehensträger (Guelfen) um die Kontrolle einerseits und die Bemühungen um kommunale Autonomie andererseits (unterstützt durch die kaisertreuen Ghibellinen). Im 11. und 12. Jahrhundert setzte die päpstliche Fraktion sich durch, und Sutri diente mehreren Päpsten als Refugium im Investiturstreit. Im 13. Jahrhundert schlugen die Ghibellinen Manfreds zurück, und Sutri erhielt 1358 Stadtrecht. 1433 eroberten papsttreue Truppen es zurück. Es kam zu einem Stadtbrand, bei dem der gesamte Borgo zerstört wurde. Sutri fiel unter die unmittelbare Kontrolle der päpstlichen Zentralmacht und verlor im 16. und 17. Jahrhundert, von Kardinälen als päpstlichen Verwaltungsbeamten regiert, an strategischer Bedeutung.
Seit 1870 gehört Sutri wie der gesamte ehemalige Kirchenstaat zum italienischen Nationalstaat.

### Bistum Sutri
Nach einer Legende schickte Petrus selbst Romulus als Bischof nach Sutri. Die erste urkundliche Erwähnung eines Bischofs, Eusebius, datiert aus dem Jahr 405. 1435 wurden die Bistümer Sutri und Nepi vereinigt. 1556 bis 1560 war Antonio Ghislieri, der spätere Papst Pius V., Bischof von Sutri und Nepi. 1986 wurden die Bistümer Sutri und Nepi, sowie Orte und Gallese mit dem Bistum Civita Castellana vereinigt. Seit 1991 ist Sutri ein Titularbistum. Titelinhaber ist seit 2011 Antonio Guido Filipazzi. Davor war es Paolo Sardi und von 1991 bis 1996 Christoph Schönborn.

## Stadtbild und Sehenswürdigkeiten
Von der antiken Bausubstanz (4. Jahrhundert v. Chr.) haben sich einige Überreste in der mittelalterlichen Stadtmauer erhalten. Im Norden bildete die Porta Furia (2. Jahrhundert v. Chr.), von Nepi kommend, den Eingang zur Stadt, im Süden die im 17./18. Jahrhundert stark veränderte Porta Vecchia. Die heutige Porta San Pietro mit einfachem Torbogen im Westen fiel möglicherweise zusammen mit dem antiken Zugang, während für die abgerissene Porta Romana (16. Jahrhundert) im Osten kein antiker Vorläufer dokumentiert ist. Die barocke Porta Moroni befindet sich westlich des antiken Stadtkerns.
Im Übrigen untergliedert sich die heutige Stadtanlage in
- den archäologischen Park und
- den mittelalterlichen Borgo sowie
- erweiterte zeitgenössische Bausubstanz außerhalb der mittelalterlichen Stadtmauer.

### Der archäologische Park

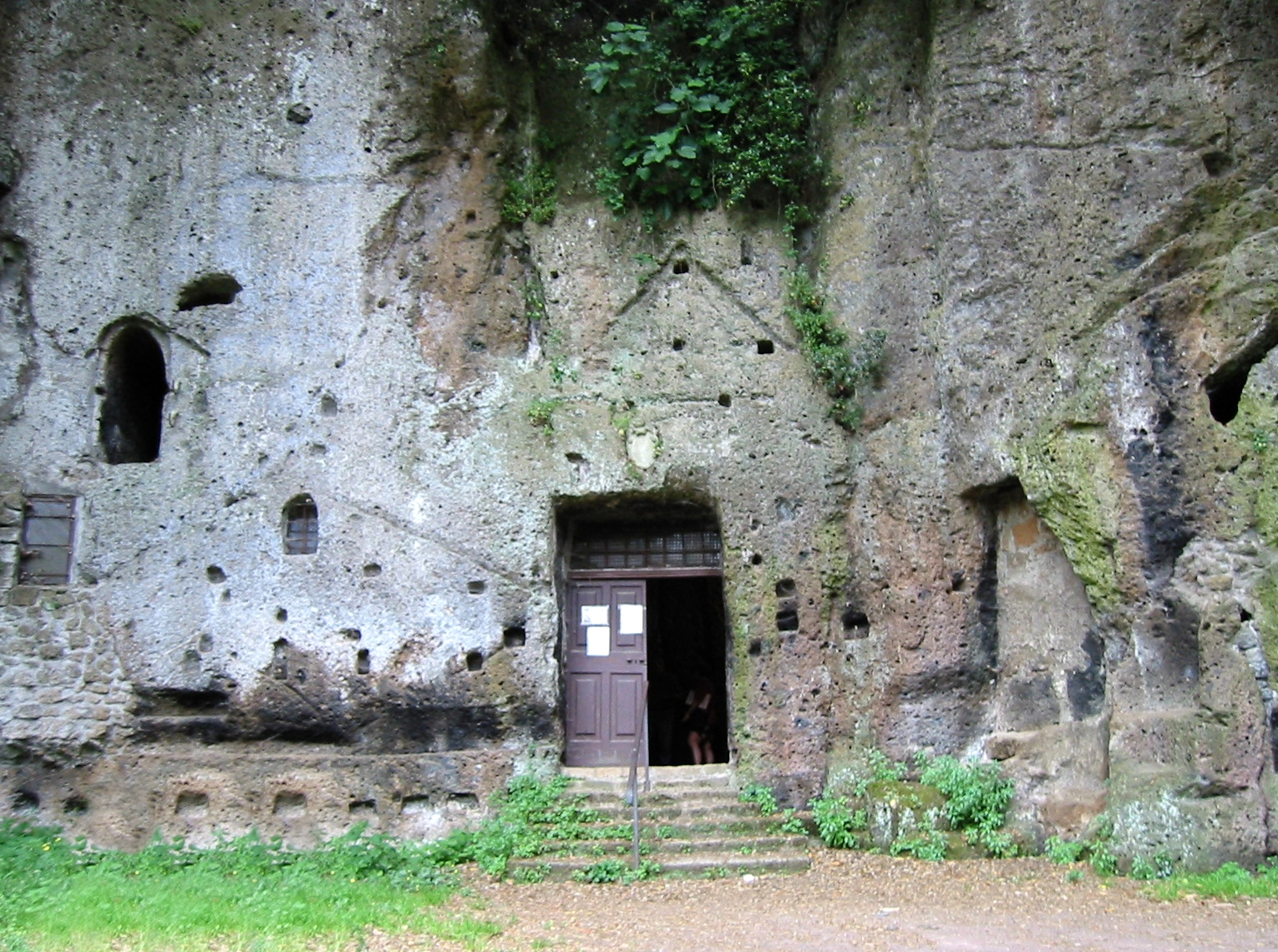
Madonna Del Parto, Außenansicht

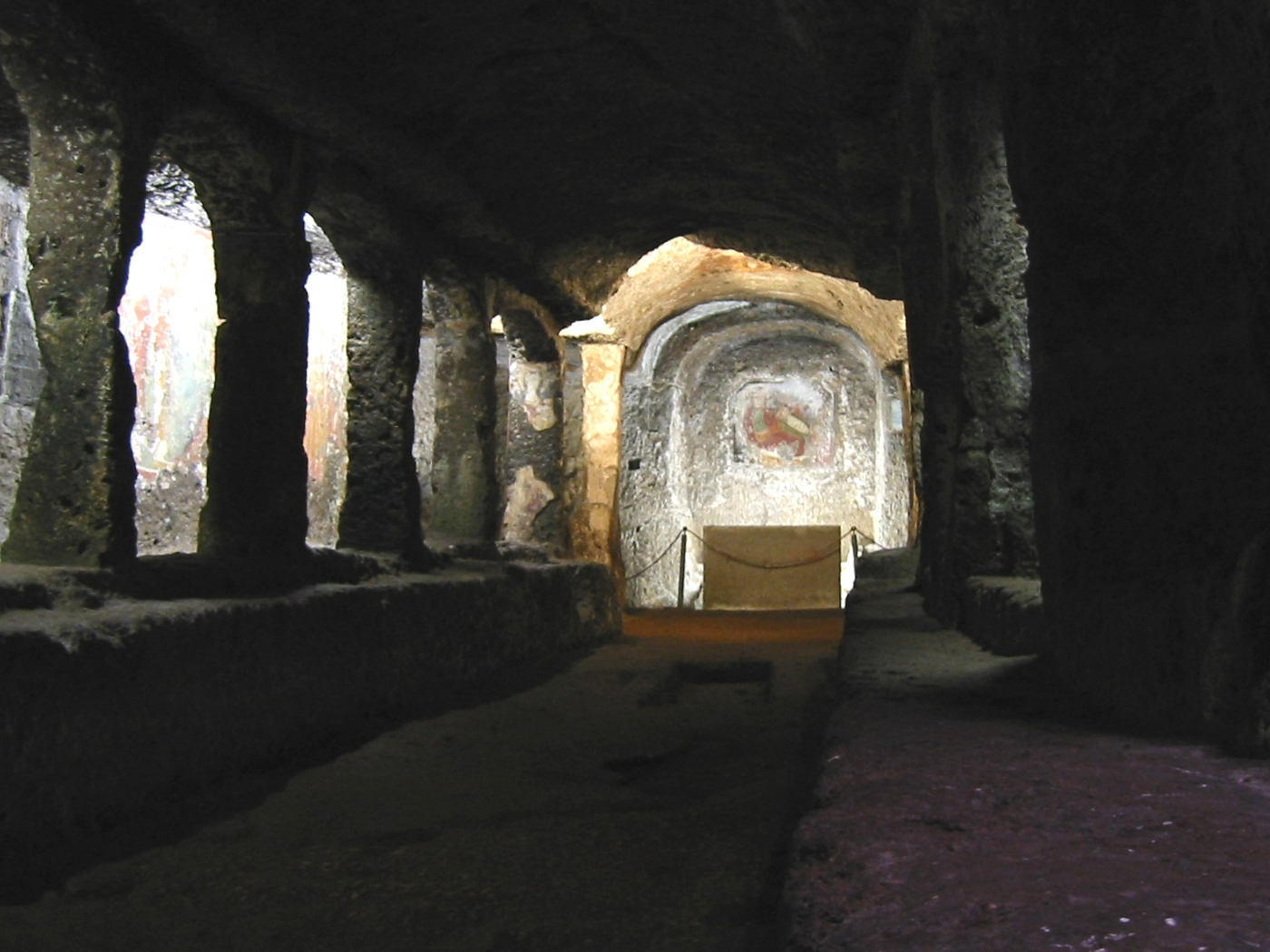
Madonna Del Parto, Innenraum

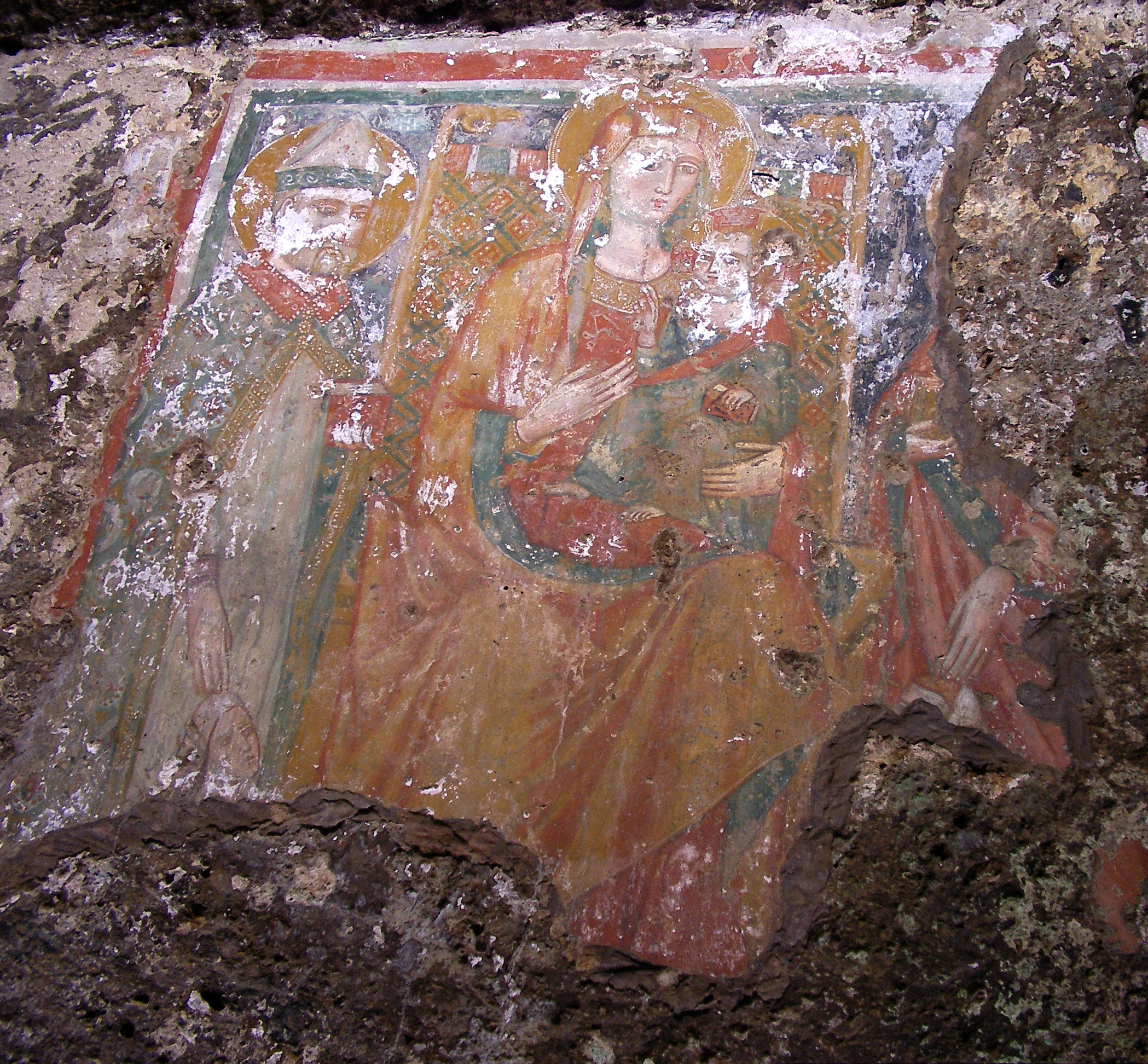
Madonna Del Parto, Fresko mit Maria und Bischof

Kernstück des archäologischen Parks (Parco urbano Antichissima Città di Sutri) südlich der Stadt ist ein römisches Amphitheater, vage datiert zwischen dem ausgehenden 2. Jahrhundert v. Chr. bis 1. Jahrhundert n. Chr., das 49,6 mal 40,8 Meter misst und gänzlich aus dem anstehenden Tuffstein herausgeschlagen wurde. Man erkennt noch deutlich seine beiden Eingänge, drei Zuschauerränge mit Stufen, die nach einem ausgeklügelten Zugangssystem 9000 Personen fassen konnten, sowie die Arena, umgeben von dem Gang mit 10 Öffnungen, durch die die Kampftiere hereingeführt wurden.
Der Komplex war bis ins 19. Jahrhundert unbeachtet geblieben; restauriert wurde er mit Mitteln der lokalen Adelsfamilie Savorelli, deren Palazzo mit Parkanlage im Stil der Renaissance auf dem Hügel über dem Theater noch erhalten ist. Diese Villa hatten die Savorelli von ihren Vorgängern, den Marchesi Muti-Papazzurri, übernommen, die sie im 18. Jahrhundert errichtet hatten. Heute befindet sich die Villa im Besitz der Stadt Sutri.
Neben der Villa liegen die Reste der so genannten Burg Karls des Großen, wo sich der Überlieferung nach der Kaiser aufgehalten haben soll; nach der Bausubstanz zu urteilen (13. Jahrhundert) kann es dieses Gebäude aber nicht gewesen sein.
Die zweite Attraktion des Parks ist die in denselben Felsen gebaute Kirche Madonna del Parto, die ihrer Struktur zufolge in der Antike zunächst ein etruskisches Grab und später vermutlich ein Mithras-Heiligtum war. Zu erkennen ist noch der Graben zum Auffangen des Stierbluts beim Opferkult. In christlicher Zeit in eine Kirche verwandelt, birgt der einschiffige Raum heute mittelalterliche Freskenreste: Über dem Altar Christi Geburt, an den Seitenwänden Maria mit Kind und die Heiligen Christophorus und Michael, über dem Eingangsbereich ein Zug der Pilger auf den Heiligen Berg Monte Sant’Angelo in Gargano, ebenfalls eine mit dem Heiligen Michael verbundene Szene.
In der Tuffwand rund um den Komplex öffnen sich 64 Etruskergräber, durchweg zu datieren zwischen dem 6. und 4. Jahrhundert v. Chr. Alle Gräber sind leer und wurden zwischenzeitlich als Ställe und Remisen zweckentfremdet. Es gibt Gräber mit nur einer Grabkammer sowie Doppelkammergräber. Nur Grab Nr. 64 weist noch Reste des antiken Dekors auf.

### Die mittelalterliche Stadt
Bedingt durch den Stadtbrand 1433 gibt es keine unversehrten Gebäude mehr aus dem Früh- und Hochmittelalter. Zentrum des Borgos ist der kleine Platz an der Kathedrale; die übrigen Straßenzüge entsprechen teilweise noch der antiken Struktur.
- Die Kathedrale Santa Maria Assunta (Mariä Himmelfahrt) steht auf einem antiken Vorläufer und erhielt durch Papst Innozenz III. ihr romanisches Aussehen. Aus dieser Zeit erhalten sind die Krypta, gegliedert durch 20 Säulen mit unterschiedlich gestalteten Kapitellen lombardischer Meister, der Campanile, der Marmorfußboden und ein Tafelbild des Erlösers in byzantinischem Stil (13. Jahrhundert). Der übrige Bau stammt aus dem 17. Jahrhundert und ist barockisiert.
- Links von der Kathedrale befindet sich der Bischofspalast, der um 1900 stark verändert wurde.
- An der Piazza del Comune liegen der Palazzo Comunale (Rathaus) mit römischen Fragmenten sowie einem Marmorsarkophag des 3. Jahrhunderts n. Chr. im Innenhof.
- Im Städtischen Museum werden römische Architektur- und Skulpturen-Fragmente, Freskenreste aus den umliegenden Katakomben sowie Tafelbilder des 16. und 17. Jahrhunderts aus den kleineren Kirchen Santa Fortunata und San Francesco aufbewahrt.

## Bevölkerungsentwicklung
| Jahr      | 1881 | 1901 | 1921 | 1936 | 1951 | 1971 | 1991 | 2001 | 2011 |
| --------- | ---- | ---- | ---- | ---- | ---- | ---- | ---- | ---- | ---- |
| Einwohner | 2266 | 2701 | 2985 | 2918 | 3133 | 3041 | 4334 | 5055 | 6552 |

Quelle: ISTAT

## Politik
Guido Cianti (rechte Bürgerliste Uniti per Sutri) wurde im April 2008 zum Bürgermeister gewählt und 2013 im Amt bestätigt. Er löste Vincenzo Petroni (2003–2008) ab, der nicht mehr kandidierte, aber von 2008 bis 2013 als Vizebürgermeister fungierte. Die Liste Uniti per Sutri stellt 7 von 10 Gemeinderäten.

### Wappen
Das Wappen stellt Saturn, den legendären Gründer der Stadt, als König zu Pferd dar. In der Hand hält er ein Ährenbüschel, als Zeichen der Fruchtbarkeit des Gemeindegebiets.

## Wirtschaft und Tourismus
Die Infrastruktur ist auf die Bedürfnisse der einheimischen Bevölkerung ausgerichtet. Der archäologische Park und die gut restaurierte Altstadt ziehen auch in bescheidenem Umfang Touristen an; meistens handelt es sich jedoch um Durchgangstourismus, die über die Via Cassia auf dem Weg nach Rom sind.
Es dominieren Einzelhandelsläden für Lebensmittel, Bekleidung, Möbel und Antiquitäten, Tabakläden, Haushaltsbedarf, Friseur; vorhanden sind auch die üblichen kommunalen Dienstleistungen (Gemeindeverwaltung, Bank, Versicherungen, Arzt und Apotheke, Bücherei).
Eine Reihe von Restaurants und Tavernen bieten regionale Küche auf verschiedenem Preisniveau; zudem gibt es familienfreundliche Pizzerien und Bars.

Sutri verfügt über mehrere Hotels, die Tourismusinformation vermittelt zudem Privatunterkünfte und Frühstückspensionen.
Der lokale Organisation Pro Loco arrangiert Events zu religiösen Festtagen, die auch zur Entwicklung des Fremdenverkehrs beworben werden.
Sutri trägt die Bandiera Arancione ein Qualitätssiegel im Bereich Tourismus und Umwelt des TCI.
Das Gemeindegebiet gehört teilweise zum Parco Naturale di Bracciano - Martignano, dem der Bürgermeister von Sutri Guido Cianti als Präsident vorsteht.

## Feste
- 17. Januar: Fest des Heiligen Antonius: Umzüge mit Pferden, am darauffolgenden Sonntag Pferderennen nach Palio-Prinzip;
- Karneval: Maskenumzüge auf der Piazza und in den Straßen;
- Mittwochs vor Karfreitag: Pro-Loco-Festspiel Passion Christi an verschiedenen Schauplätzen in der Stadt, endend mit Kreuzigung vor der Kathedrale;
- Fronleichnam: Prozession über die mit Blumenteppichen geschmückten Straßen;
- An den ersten beiden Sonntagen im September Bohnenfest. Die Legende besagt, dass weiße Bohnen Karl dem Großen bei einem Gichtanfall Erleichterung gebracht hätten. Außer in der Öffentlichkeit gekochten weißen Bohnen (fagioli), die, begleitet von musikalischen Darbietungen, in Terrakotta-Schälchen dargereicht werden, werden Wein und Steinpilze angeboten.
- 16. September: Patronatsfest der Heiligen Santa Dolcissima mit Prozession, Feuerwerk und Fackelumzug im Amphitheater;
- Weihnachtszeit: Pro-Loco-Festspiel „Lebende Krippe“ (Presepe Vivante): Inszenierung von Christi Geburt an den Etruskergräbern im archäologischen Park.

Im Sommer findet ein Festival für klassische Musik mit diversen Konzerten an der Kirche und im Amphitheater statt.